# Tatišnjak
Tatišnjak je nenaseljeni otočić u hrvatskom dijelu Jadranskog mora.
Njegova površina iznosi 0,01 km². Dužina obalne crte iznosi 0,38 km.